# خليدة تومي
ولدت خليدة تومي واسمها الحقيقي (خليدة مسعودي) يوم 13 مارس 1958 بمدينة عين بسام ولاية البويرة. وقد شغلت منصب وزيرة الثقافة الجزائرية منذ 2002 إلى غاية 2014. وقد كانت مناضلة في حزب الارسيدي وانشقت عنه لاحقا.

## حياتها

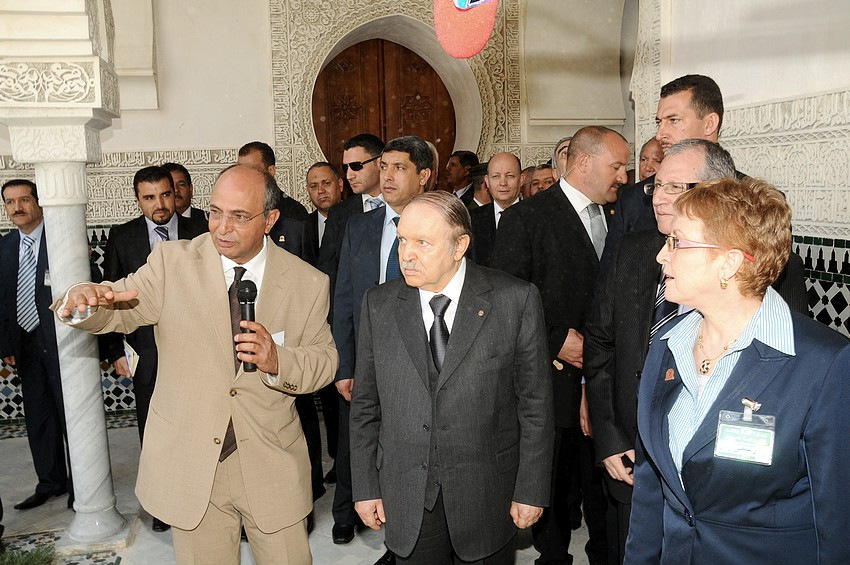
الرئيس الجزائري عبد العزيز بوتفليقة في جولة بتلمسان

نشأت في عائلة من الأشراف حيث كان والدها شيخ زاوية في منطقة ريفية وتلقت تعليمها الابتدائي والمتوسط في مسقط رأسها مدينة عين بسام. كان الفنان التشكيلي الكبير عبد المنعم السحراوي أستاذها للغة العربية في C.E.G عين بسام في عام 1970 لتلتحق بعد ذلك بالجزائر العاصمة ودرست الرياضيات بالمدرسة العليا للأساتذة بوزريعة ثم التحقت بسلك التدريس بثانويات العاصمة إلى غاية وصولها إلى البرلمان سنة 1997 عن حزب الأرسيدي.
كانت معلمة الرياضيات في ثلاث مدارس ثانوية بالجزائر العاصمة إلى عام 1993.

## نشاطها السياسي والنسوي
خليدة تومي من أشد المدافعين عن حقوق المرأة والمناوئة للتيار الإسلامي وضد قانون الأسرة الجزائري الذي تعتبره مقيدا حقوق المراة ومهينا لكرامتها[بحاجة لمصدر].
انضمت إلى حزب العمال بقيادة لويزة حنون وشغلت منصب رئيسة الرابطة الجزائرية للدفاع عن حقوق المرأة ثم بعدها انضمت إلى حزب التجمع من أجل الثقافة والديمقراطية وكانت نائبة الرئيس وترأست كتلته البرلمانية ثلاث سنوات بعد انتابها عن قوائمه في 1997 لنسحبت منه في 2001 بعد رفضها الانسحاب من الحكومة.
بعدها انضمت إلى حزب الحركة الشعبية الجزائرية الذي أسسه الوزير عمارة بن يونس والمناوئ لحزب الارسيدي سنة 2012.

## مميزاتها
تتميز بحس الدعابة وتعرف بأنها فرنكوفونية سابقاً ولكنها أصبحت تتقن العربية بطلاقة كبيرة بعد أن كانت تجد صعوبات في التكلم بها.

## المناصب التي تقلدتها
- نائبة في البرلمان سنة 1997
- وزيرة للثقافة من سنة 2002 إلى غاية 2014.
- نائبة رئيس حزب الحركة الشعبية الجزائرية

## مؤلفات
في 1999، صدر كتابها  جزائرية واقفة ( كان عنوانه الأصلي باللغة الفرنسية Une Algérienne debout) و هو عبارة عن حوار مع الكاتبة الفرنسية من أصول جزائرية اليزابيث شملا.

## اعتقالها و سجنها
وفي 4 نوفمبر 2019، وفي سياق ألاحتجاجات، أحيلت إلى المحكمة العليا. وهي متهمة بـ "تبديد المال العام، وإساءة استغلال المنصب، ومنح مزايا غير مستحقة للآخرين". وأمر قاضي التحقيق بالمحكمة العليا بحبسها احتياطيا، وتم على الفور حبسها في سجن الحراش. بالنسبة لماريان، تشكل الملاحقات القضائية ضد هذه الناشطة النسوية -تمامًا مثل تلك الملاحقة ضد التروتسكية لويزا حنون- مناورة من قبل الرجل القوي الجديد في البلاد، الجنرال أحمد قايد صالح، من أجل إرضاء الدوائر الإسلامية المحافظة في ضوء الانتخابات الرئاسية المقبلة.
وفي 5 أغسطس 2020، أكدت غرفة الاتهام بالمحكمة العليا استمرار الحبس الاحتياطي للتومي، رغم رحيل قايد صالح وإجراء الانتخابات الرئاسية. محامي خالدة التومي يعلن أنه سيطلب تدخل الرئيس عبد المجيد تبون.
وفي 7 أبريل 2022، حكم قاض متخصص في قضايا الفساد الاقتصادي بمحكمة سيدي محمد على خالدة التومي بالسجن ست سنوات وغرامة قدرها 200 ألف دينار.
في 6 يوليو/تموز 2022، خففت الغرفة الجزائية الأولى بمحكمة الجزائر العاصمة، عند الاستئناف، الحكم الصادر بحق خالدة التومي إلى السجن أربع سنوات.
وفي 27 يوليو 2022، أُطلق سراح خالدة التومي من السجن، بعد أن استفادت من الإفراج المشروط.
ألغت المحكمة العليا حكم محاكمة الاستئناف ومن المقرر إجراء محاكمة استئناف جديدة في 25 ديسمبر 2022. وهكذا، حكم على خالدة التومي في 8 يناير 2023 بالسجن أربع سنوات، منها سنتين ونصف.